# Островецкий район
Острове́цкий райо́н (бел. Астравецкі раён) — административная единица на северо-востоке Гродненской области Республики Беларусь. Административный центр — город Островец.
Численность населения — 28 500 человека (на 1 января 2025 года).
На территории района, на левом берегу Вилии, расположен Гервятский край, где проживают этнические литовцы, а в быту используется литовский язык.

## География
Площадь 1569 км² (6-е место среди районов). Район граничит на западе и севере с Литовской Республикой, на северо-востоке — с Поставским районом Витебской области и Мядельским районом Минской области, на юге — со Сморгонским и Ошмянским районами Гродненской области.
Основные реки — Вилия, Лоша, Ошмянка.
Через территорию района проходит на т.н. «Чёрный тракт».

### Заказники
- Ландшафтный заказник «Сорочанские озера». Представляет собой природный комплекс, включающий в себя такие озера, как  Клевей, Тумское, Голодзянка, Иодово и другие
- Заказник «Белый Мох»

## Геральдика
Герб и флаг учреждены Указом Президента Республики Беларусь от 14 июня 2007 года № 279 и зарегистрированы в Государственном геральдическом регистре 4 июня 2009 года № Б-122 и № Б-123. Одобрены решением Островецкого районного Совета депутатов от 29 сентября 2006 года № 20-4.

## История
Район образован 15 января 1940 года. Изначально существовал в составе Вилейской области. В годы Великой Отечественной войны в районе погиб 541 местный житель. 20 сентября 1944 года был включен в Молодечненскую область. 31 августа 1959 года к Островецкому району была присоединена часть территории упразднённого Свирского района. С 20 января 1960 года — в составе Гродненской области. 26 декабря 1962 года территория района была поделена между Ошмянским и Сморгонским районами, но 6 января 1965 года Островецкий район был восстановлен как отдельная административная единица.
В 1981 году район делился на 10 сельсоветов: Ворнянский, Гервятский, Гудогайский, Изабелинский (упразднён в 1987 году), Кемелишковский (ныне Рытанский), Михалишковский, Островецкий, Подольский, Спондовский, Трокеникский. В 2013 году сельсоветы Островецкий, Подольский, Спондовский, Трокеникский были упразднены.
20 октября 1995 года административные единицы Островецкий район и посёлок Островец, имеющие общий административный центр, объединены в одну административную единицу — Островецкий район.

### Хронология
- IX — V тысячелетия до н. э. — эпоха мезолита, начало заселения территории Островецкого района.
- IV — III тысячелетия до н. э. — памятники культуры неолита на территории района.
- VII век до н. э. — IV век н. э. — территория района вошла в ареал культуры штрихованной керамики.
- V век — XII век — культура восточно-литовских курганов.
- Конец XIV — XV века — первые документальные известия о поселениях на Островетчине: Быстрица (1390), Ворняны (1391), Свираны (1454), Дубники и Трокеники (1462), Островец и Ольгиняны (1468), Гервяты и Гальчуны (1484).
- 1390 год — основание костёла в д. Быстрица.
- 1468 год — первое упоминание названия Островец в документе, в котором владелец Гераненов Юрий Гаштольд отписал костёлу Девы Марии и Всех Святых в Островце две меры меда со своего имения.
- 1542 год — после смерти Станислава Гаштольда Островец перешел во владение короля Сигизмунда II Августа.
- 1546 год — король Сигизмунд II Август подарил Островец вместе с принадлежащими к нему фольварками Ярошу (Гераниму) Корицкому.
- 1547 год — упоминание королевского двора Быстрица — как города (места)
- Середина XVI века — распространение протестантизма в Великом княжестве Литовском, в том числе и на Островетчине.
- Конец XVI века — староста лидский Ян Абрамович в своем имении Ворняны построил кальвинистский собор, а при нём госпиталь и школу.
- 1600 год — имение Островец с принадлежащими ему фольварками и деревнями на 185 лет становится собственностью одного из древних родов Великого княжества Литовского — Корсаков.
- 2-я половина XVII века — король отдал Быстрицкое староства Циприану Павлу Бжостовскому в пожизненное владение.
- 1653 год — Циприан Павел Бжостовский основал в Михалишках костёл августинов. Памятник архитектуры барокко.
- 1777 год — открытие первой школы в Островце.
- 1794 год — национально-освободительное восстание под руководством Тадеуша Костюшки. С середины мая до 26 июня Островетчина находилась под властью повстанцев.
- 1795 год — Третий раздел Речи Посполитой, в результате которого Островетчина отошла к Российской империи и разделена между Виленским, Ошмянским и Завилейским (Свенцянским) поветами Литовской губернии.
- 1812 год — во время войны французы сожгли дворец в д. Михалишки.
- 1831 год — Островетчина находится в центре восстания 1830—1831 годов.
- 13 сентября 1854 года — в д. Кривоносы родился профессор Ягеллонского университета, физиолог, философ, государственный деятель Наполеон Михайлович Цибульский.
- 1872 год — строительство железной дороги Минск—Гудогай—Вильнюс.
- 1875 год — в своём имении Мали умер первый консул России в Японии, исследователь и дипломат Иосиф Гашкевич.
- 1883 год — в д. Локтяны родился поэт, публицист Ян Семашкевич (Янка Былина)
- 1890 год — в д. Барани родился поэт Казимир Свояк (Константин Стапович)
- 16 февраля 1901 года — в имении Трокеники родился Марьян Богуш-Шишка.
- 1903 год — в д. Криваносы Свенцянского повета открыта школа.
- 1914—1918 годы — Первая мировая война. Боевые действия на Островетчине.
- 1915—1918 годы — Островец захвачен войсками кайзеровской Германии.
- Впрель-май 1919 года — Войска Польши захватили Вильнюс и Островетчину[11].
- Июль 1920 года — территория Островецкого районы освобождена от польской оккупации.
- 1921—1939 годы — Островетчина в составе Польши, в Ошмянском повете Виленского воеводства.
- 2 октября 1939 года — внеочередная 5-я сессия Верховного совета СССР приняла Закон о включении Западной Белоруссии в состав СССР и объединении её с БССР.
- 15 января 1940 года — создан Островецкий район в составе Вилейской области.
- 22 июня 1941 года — началась Великая Отечественная война. Немецко-фашистские захватчики разбомбили учебный аэродром в д. Михалишки.
- 27 июня 1941 года — Островец оккупировали немецко-фашистские войска.
- Май 1944 года — создан Островецкий подпольный райком КП(б)Б и ЛКСМБ.
- 3 июля 1944 года — партизаны бригады им. ЦК КП(б)Б захватили Островец и удерживали его до подхода Красной Армии.
- 6—7 июля 1944 года — территория Островецкого района освобождена от немецко-фашистских захватчиков.
- 9 сентября 1944 года — Островецкий район переходит в состав Молодечненской области.
- 1945 год — в Островце начали работать райпромкомбинат, лесопилка.
  - Август—сентябрь — Польско-белорусский конфликт/Антикоммунистическое движение в Польше (1944—1953): на территории района «Армия Крайова» убила 12 активистов партии и комсомола[12].
- 1947 год — выпустила первую продукцию картонная фабрика «Ольховка».
- 25 апреля 1958 года — Островец получил статус городского поселка.
- 20 января 1960 года — Островецкий район переходит в состав Гродненской области.
- 1962 год — Островецкий район разделён между Ошмянским и Сморгонским районами.
- Сентябрь 1964 года — в Островце открыто медицинское училище (до 1970 г.).
- 1965 год — Островецкий район восстановлен.
- 1975 год — в Островце открыт памятник землякам, которые погибли в годы Великой Отечественной войны.
- 1992 год — начала свою работу Островецкая таможня, в зону деятельности которой вошли Островецкий и Сморгонский районы Гродненской области, международный таможенный пост «Гудогай», международный таможенный пост «Котловка» и межгосударственный пункт пропуска «Лоша».
- 1994 год — в Островце открыт памятник Иосифу Гошкевичу.
- 20 октября 1995 года административные единицы Островецкий район и посёлок Островец, имеющие общий административный центр, объединены в одну административную единицу — Островецкий район[10].
- Май 1997 года, октябрь 2002 года — в Островце прошли 1-я и 2-я Международные Гашкевичские чтения.
- 1998 год — Островецкая таможня, как самостоятельное структурное подразделение в системе ГТК РБ, была ликвидирована, а все её структурные подразделения были переданы в управление Ошмянской таможне.
- 2001 год — в деревне Рымдюны открыт Литовский центр культуры, образования и информации.
- 2003 год — открыта пограничная комендатура «Гудогай»
- 2004 год — издана книга «Памяць. Астравецкі раен»[13]. В деревне Ворняны открыт детский социальный приют. На территории Спондовского сельского Совета прошли «Купалаўскія вакацыі», организованные Национальным академическим театром имени Янки Купалы и Островецким райисполкомом.
- 2006 год — прошла научно-просветительная экспедиция с Благодатным огнём от Гроба Господне.
- 2007 год — открылся после реконструкции пограничный переход «Котловка». По реке Вилия проведена Белорусско-литовская экспедиция «Путями графа Константина Тышкевича», посвященная 150 — летию экспедиции графа Тышкевича. Проведён Международный пленэр художников Беларуси и Литвы, посвященный 100-летнему юбилею художника Льва Добжинского, уроженца Островецкого района. Указом Президента Республики Беларусь 14.06.2007 года № 279 утверждены геральдические символы городского посёлка Островец и Островецкого района[6]. Коронация чудотворной иконы Матери Божьей Гудогайской Папскими коронами в костёле Посещения Божьей Матери.
- 2008 год — городскому посёлку Островец 540 лет.
- В декабре 2008 года было принято решение о строительстве Белорусской АЭС, само строительство началось в 2011 году. Первый энергоблок был введён в эксплуатацию 7 ноября 2020 года[14].
- 2012 год — Островцу присвоен статус города.
- За достижение в 2022 году наилучших показателей в сфере социально-экономического развития Остроецкий район признан победителем соревнования среди районов. Занесен на Республиканскую доску Почёта[15].
- За достижение в 2023 году наилучших показателей в сфере социально-экономического развития Островецкий район (вместе с Барановичским, Каменецким, Несвижским, Солигорским) признан победителем соревнования (среди районов) и занесен на Республиканскую доску Почёта[16].

## Демография
Численность населения — 28 500 человек (на 1 января 2025 года), в том числе городское — 15 265 человек (Островец — 15 265 человек), сельское — 13 235 человек.
Население на 1 января 2024 года составляет 28 662 человека, из них 15 116 человек (52,7 % от общего населения района) проживают в городе Островец, а 13 546 жителей (47,3 %) — в сельской местности.
| Численность населения (по годам) | Численность населения (по годам) | Численность населения (по годам) | Численность населения (по годам) | Численность населения (по годам) | Численность населения (по годам) | Численность населения (по годам) | Численность населения (по годам) | Численность населения (по годам) | Численность населения (по годам) |
| 1996                             | 2001                             | 2002                             | 2003                             | 2004                             | 2005                             | 2006                             | 2007                             | 2008                             | 2009                             |
| -------------------------------- | -------------------------------- | -------------------------------- | -------------------------------- | -------------------------------- | -------------------------------- | -------------------------------- | -------------------------------- | -------------------------------- | -------------------------------- |
| 31 100                           | ▼28 727                          | ▼28 270                          | ▼27 843                          | ▼27 286                          | ▼26 706                          | ▼26 120                          | ▼25 484                          | ▼24 955                          | ▼24 533                          |
| 2010                             | 2011                             | 2012                             | 2013                             | 2014                             | 2015                             | 2016                             | 2017                             | 2018                             | 2019                             |
| ▼24 187                          | ▼24 024                          | ▲24 111                          | ▼23 936                          | ▼23 929                          | ▼23 826                          | ▼23 792                          | ▲24 243                          | ▲24 554                          | ▲27 243                          |
| 2020                             | 2021                             | 2022                             | 2023                             | 2024                             | 2025                             |                                  |                                  |                                  |                                  |
| ▲27 956                          | ▲28 597                          | ▲28 802                          | ▼28 706                          | ▼28 662                          | ▼28 500                          |                                  |                                  |                                  |                                  |

| Национальный состав по переписям населения | Национальный состав по переписям населения | Национальный состав по переписям населения | Национальный состав по переписям населения | Национальный состав по переписям населения |
| Национальность                             | 2009 год                                   | 2009 год                                   | 2019 год                                   | 2019 год                                   |
| Национальность                             | Численность                                | %                                          | Численность                                | %                                          |
| ------------------------------------------ | ------------------------------------------ | ------------------------------------------ | ------------------------------------------ | ------------------------------------------ |
| Белорусы                                   | 21 079                                     | 86,87 %                                    | 22 625                                     | 81,73 %                                    |
| Поляки                                     | 1 391                                      | 5,73 %                                     | 2 289                                      | 8,27 %                                     |
| Русские                                    | 842                                        | 3,47 %                                     | 1 556                                      | 5,62 %                                     |
| Литовцы                                    | 643                                        | 2,65 %                                     | 570                                        | 2,06 %                                     |
| Украинцы                                   | 207                                        | 0,85 %                                     | 418                                        | 1,51 %                                     |
| Молдаване                                  | 9                                          | 0,04 %                                     | 8                                          | 0,03 %                                     |
| Армяне                                     | 7                                          | 0,03 %                                     | 26                                         | 0,09 %                                     |
| Татары                                     | 6                                          | 0,02 %                                     | 14                                         | 0,05                                       |

## Политика

### Органы власти

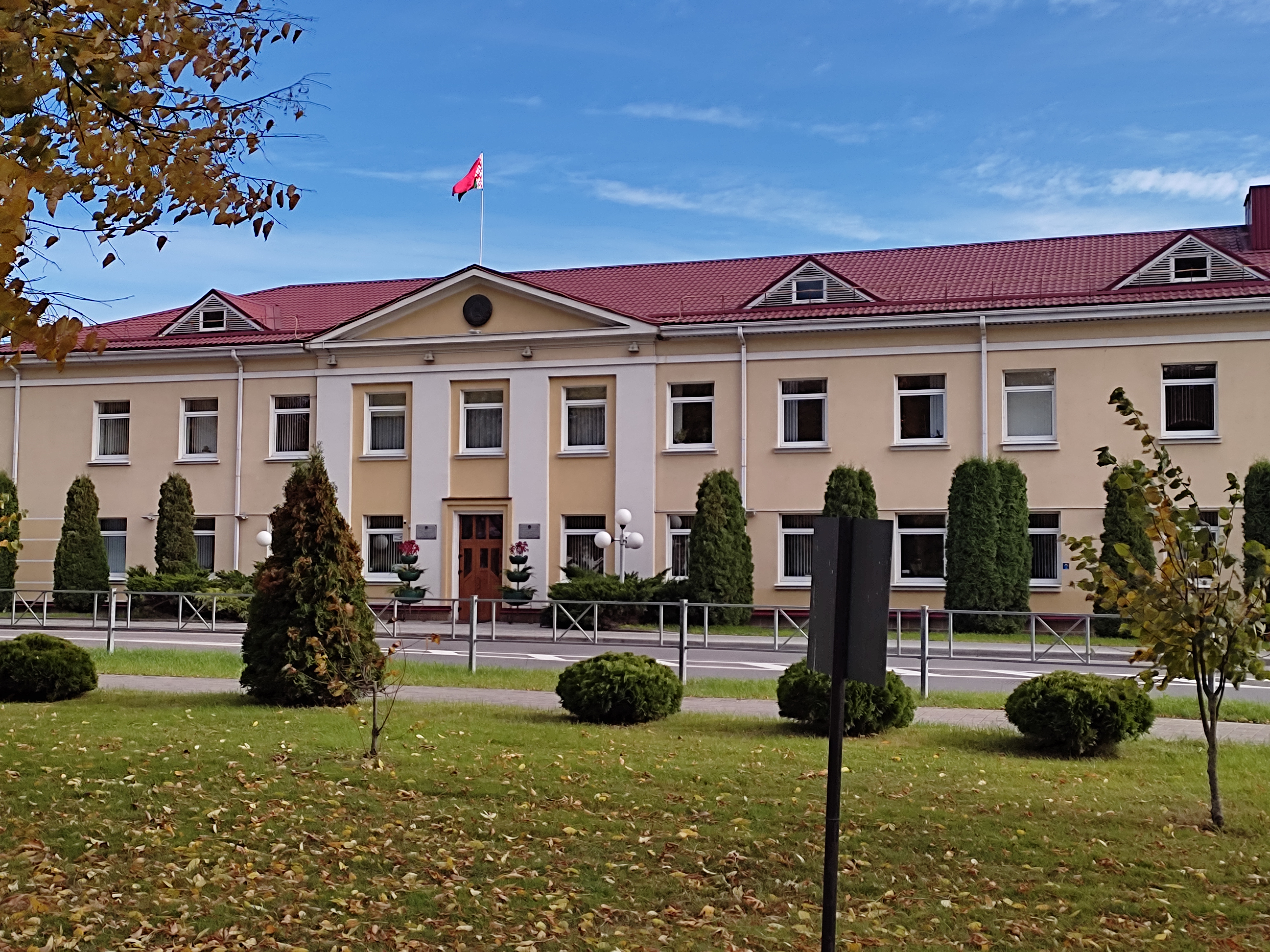
Здание Островецкого районного исполнительного комитета

Исполнительную власть в крае осуществляет Островецкий районный исполнительный комитет. В его руководство входит председатель, первый заместитель председателя районного исполнительного комитета-начальник управления по сельскому хозяйству и продовольствию, заместитель председателя по социальным вопросам, заместитель председателя по строительству, заместитель председателя по экономике и управляющий делами. В состав райисполкома входит: отдел ЗАГС; комиссия по делам несовершеннолетних; отдел по работе с обращениями граждан и юридических лиц; юридический сектор; отдел архитектуры и строительства; сектор спорта и туризма; финансовый отдел; отдел по образованию; отдел организационно-кадровой работы; отдел идеологической работы, культуры и по делам молодёжи; управление землеустройства; отдел жилищно-коммунального хозяйства; отдел экономики; управление по труду, занятости и социальной защите.
Представительным органом государственной власти является районный совет депутатов. Для предварительного рассмотрения и подготовки вопросов, относящихся к ведению Совета, а также организации контроля за проведением в жизнь решений и вышестоящих государственных органов на сессии из числа депутатов избираются постоянные комиссии. Постоянно действующим органом, который обеспечивает организацию работы Совета и осуществляет другие полномочия, предоставленные регламентом, является президиум. В его состав входят председатель, заместитель председателя и председатели постоянных комиссий. Могут входить также депутаты, избранные в состав президиума сессией Совета.

### Административное устройство
В районе находится город Островец и 5 сельсоветов, включающие 365 сельских населённых пунктов:
| № | Сельсоветы               | Административный центр | Количество населённых пунктов | Население (год) | Площадь, км2 |
| - | ------------------------ | ---------------------- | ----------------------------- | --------------- | ------------ |
| 1 | Ворнянский сельсовет     | агрогородок Ворняны    | 71                            | 3607            |              |
| 2 | Гервятский сельсовет     | агрогородок Гервяты    | 57                            | 2282            |              |
| 3 | Гудогайский сельсовет    | агрогородок Палуши     | 55                            | 3712            |              |
| 4 | Михалишковский сельсовет | агрогородок Михалишки  | 101                           | 2923            |              |
| 5 | Рытанский сельсовет      | агрогородок Рытань     | 81                            | 2095            |              |

Упразднённые сельсоветы:
| № | Сельсоветы             | Административный центр  | Дата упразднения    |
| - | ---------------------- | ----------------------- | ------------------- |
| 1 | Воронский сельсовет    | агрогородок Ворона      | 1959 год            |
| 2 | Изабелинский сельсовет | деревня Изабелино       | 27 января 1987 года |
| 3 | Островецкий сельсовет  | агрогородок Мали        | 31 марта 2013 года  |
| 4 | Подольский сельсовет   | агрогородок Подольцы    | 31 марта 2013 года  |
| 5 | Спондовский сельсовет  | деревня Спонды          | 31 марта 2013 года  |
| 6 | Трокеникский сельсовет | агрогородок Трокеники 1 | 31 марта 2013 года  |

### Организации
Среди общественных организаций в районе действуют:
- Островецкая районная организация Республиканского общественного объединения «Белая Русь»
- Островецкая районная организация общественного объединения «Белорусский союз женщин»
- Островецкая районная организация Государственно-общественного объединения «Белорусское республиканское общество спасания на водах» (ОСВОД)
- Островецкая районная организация Белорусского общественного объединения ветеранов
- Островецкая районная организация Белорусского общества Красного Креста

### Силовые структуры
Районное отделение милиции создано 26 февраля 1940 года по приказу народного комиссара внутренних дел СССР. 29 августа приказом НКВД БССР № 412 л/с сформирована городская пожарная служба, которая позже преобразовалась в РОЧС. После распада Советского Союза РОВД и РОЧС перешли в подчинения МВД и МЧС Республики Беларусь.
По состоянию на 2021 год на Островетчине функционируют 2 пожарные аварийно-спасательные части в городе, пожарный аварийно-спасательный отряд по защите Белорусской АЭС, 4 пожарных аварийно-спасательных поста в деревнях Изобелино и Большая Страча, агрогородках Ворняны и Кемелишки. В распоряжении РОЧС более 30 единиц различной пожарной аварийно-спасательной техники, на базе отдела созданы штатная служба химической и радиационной защиты, внештатные группы спасения на водах и на высотах, а также штаб ликвидации чрезвычайных ситуаций, который осуществляет контроль за поддержанием боеготовности подразделений и руководство ликвидацией чрезвычайных ситуации в Островецком, Ошмянском и Сморгонском районах.
С целью проведения ранней профориентациооной работы в 2013 году и 2017 годах на базе ГУО «Гудогайская средняя школа» созданы юридические классы.
В 2014 году создана погранзастава «Островецкая». Первое время пограничники базировались в здании бывшей школы в деревне Кореняты, но в 2018 году переехали в новое здание, расположенное у деревни Буйки. Застава оснащена современными техническими средствами, новейшими средствами вооружения и военной техники. Есть питомник служебных собак, где кинологи занимаются их подготовкой к несению службы и охране границы. В наличии спортивный городок для занятий физической подготовкой, волейбольная площадка, городок для подготовки к несению службы по охране государственной границы, огневой городок, городок пограничной службы.
В марте 2017 года на территории района была сформирована войсковая часть 7434 внутренних войск МВД РБ. Задачей подразделения стала охрана атомной станции.
В 2018 году для воздушного прикрытия АЭС сюда передислоцирован 1146-й гвардейский зенитно-ракетный полк. Полк оснащён зенитными ракетными комплексами малой дальности 9К332МК или «Тор-М2К». Полк первым в Беларуси вооружён зенитным ракетным комплексом ПВО «Тор-М2».
В Островце действует межрайонный отдел КГБ РБ.

## Экономика

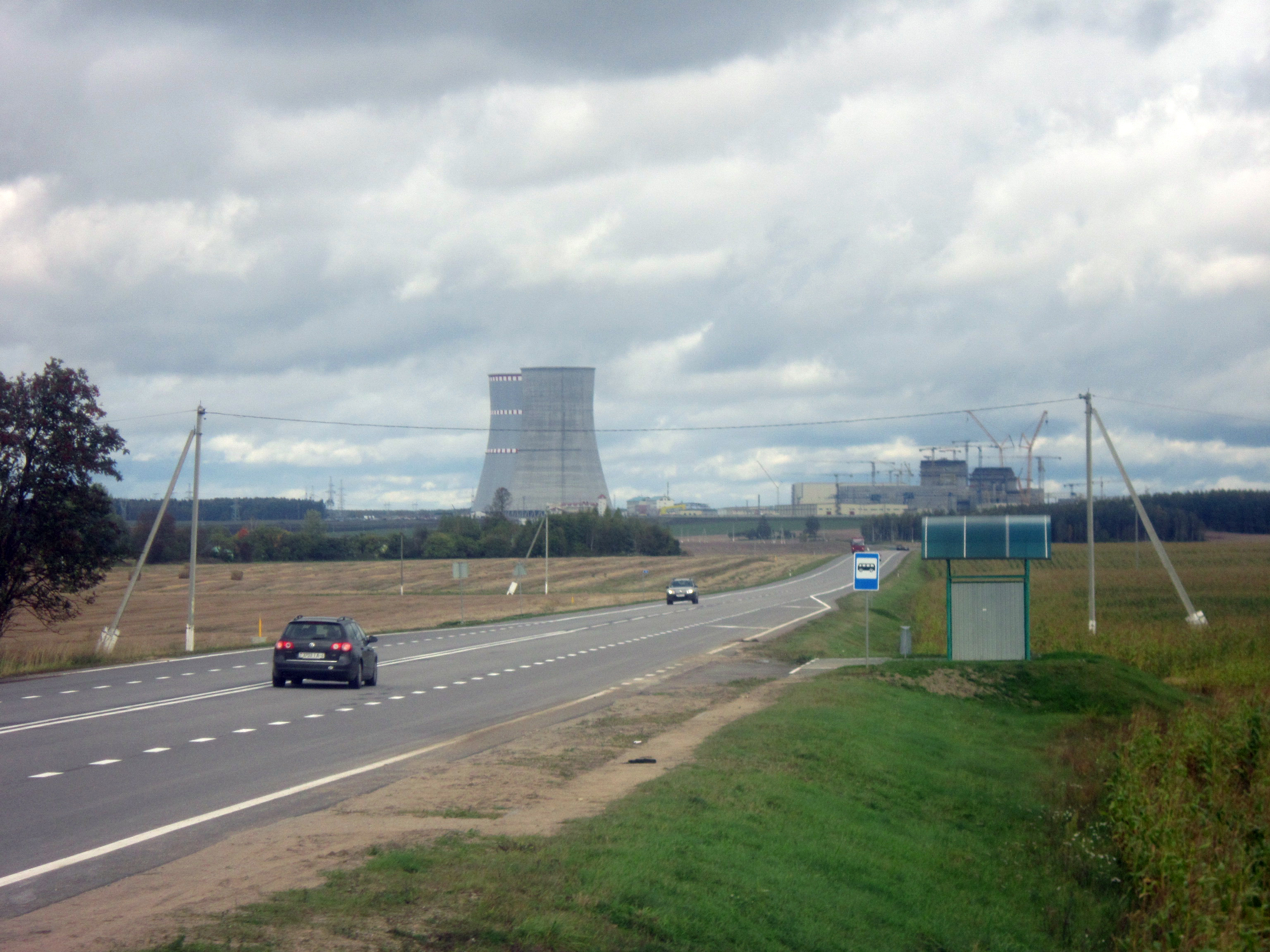
Строительство Белорусской АЭС (октябрь 2017 года)

Благодаря строительству Белорусской АЭС экономика района оживилась. Среднемесячная номинальная начисленная заработная плата (до вычета подоходного налога и некоторых отчислений) в 2017 году в районе составила 771,3 руб. (около 385 долларов). Район занял 3-е место в Гродненской области по уровню зарплаты после Гродно и Гродненского района (средняя зарплата по области — 703,2 руб.) и 16-е место в стране из 129 районов и городов областного подчинения.

### Сельское хозяйство
В районе действуют 5 сельскохозяйственных организаций («Гудогай», «Ворняны», «Гервяты», «Михалишки», «Островецкий совхоз „Подольский“»), а также 5 фермерских хозяйств.
Общая посевная площадь сельскохозяйственных культур в организациях района (без учёта фермерских и личных хозяйств населения) в 2017 году составила 34 207 га (342 км²). В 2017 году под зерновые и зернобобовые культуры было засеяно 16 351 га, под сахарную свеклу — 1620 га, под кормовые культуры — 13 311 га.
Валовой сбор зерновых и зернобобовых культур в сельскохозяйственных организациях составил 84,6 тыс. т в 2015 году, 45,2 тыс. т в 2016 году, 51 тыс. т в 2017 году. По валовому сбору зерновых в 2017 году район занял 13-е место в Гродненской области. Средняя урожайность зерновых в 2017 году составила 31,2 ц/га (средняя по Гродненской области — 39,7 ц/га, по Республике Беларусь — 33,3 ц/га). По этому показателю район занял 10-е место в Гродненской области. Валовой сбор свеклы сахарной в сельскохозяйственных организациях составил 97,3 тыс. т в 2016 году, 74,6 тыс. т в 2017 году. По валовому сбору сахарной свеклы в 2017 году район занял 10-е место в Гродненской области. Средняя урожайность сахарной свеклы в 2017 году составила 461 ц/га (средняя по Гродненской области — 533 ц/га, по Республике Беларусь — 499 ц/га); по этому показателю район занял 10-е место в Гродненской области.
На 1 января 2018 года в сельскохозяйственных организациях района (без учёта фермерских и личных хозяйств населения) содержалось 33,1 тыс. голов крупного рогатого скота, в том числе 10,1 тыс. коров, а также 15,1 тыс. свиней. По поголовью крупного рогатого скота район занимает 14-е место в Гродненской области, по поголовью свиней — 15-е.
В 2017 году предприятия района произвели 6,5 тыс. т мяса (в живом весе) и 59,1 тыс. т молока. По производству мяса район занимает 13-е место в Гродненской области. Средний удой молока с коровы — 5768 кг (средний показатель по Гродненской области — 5325 кг, по Республике Беларусь — 4989 кг); по этому показателю район занимает 5-е место в области.

### Промышленность
Основные промышленные предприятия:
- ПУП «ЦБК-Картон» ОАО «Управляющая компания холдинга „Белорусские обои“» (посёлок Ольховка) — производит коробочный картон и изделия из него, пиломатериалы
- ОАО «Островецкий завод „Радиодеталь“» — шнуры армированные вилкой, электроустановочные изделия, электрораспределительную аппаратуру, узлы и детали для машиностроения, различные металлические изделия
- Островецкое унитарное коммунальное предприятие бытового обслуживания — швейные изделия, ритуальные принадлежности, железобетонные изделия
- ООО «Белтросс» (посёлок Гудогай) — некоторые виды запчастей к легковым и грузовым автомобилям и тракторам
- ИП ООО «Технопласт» — вкладыши и коробки для кондитерских изделий

### Энергетика
В районе с 2020 года введена в эксплуатацию Белорусская АЭС. До этого в районе существовала лишь малая ГЭС на Яновском водохранилище.

### Транспорт
Железная дорога Минск—Вильнюс проходит по южной окраине района. С востока на запад территорию района пересекает единственная автодорога республиканского подчинения: Полоцк—Глубокое—граница Литовской Республики (Котловка).

### Лесное хозяйство

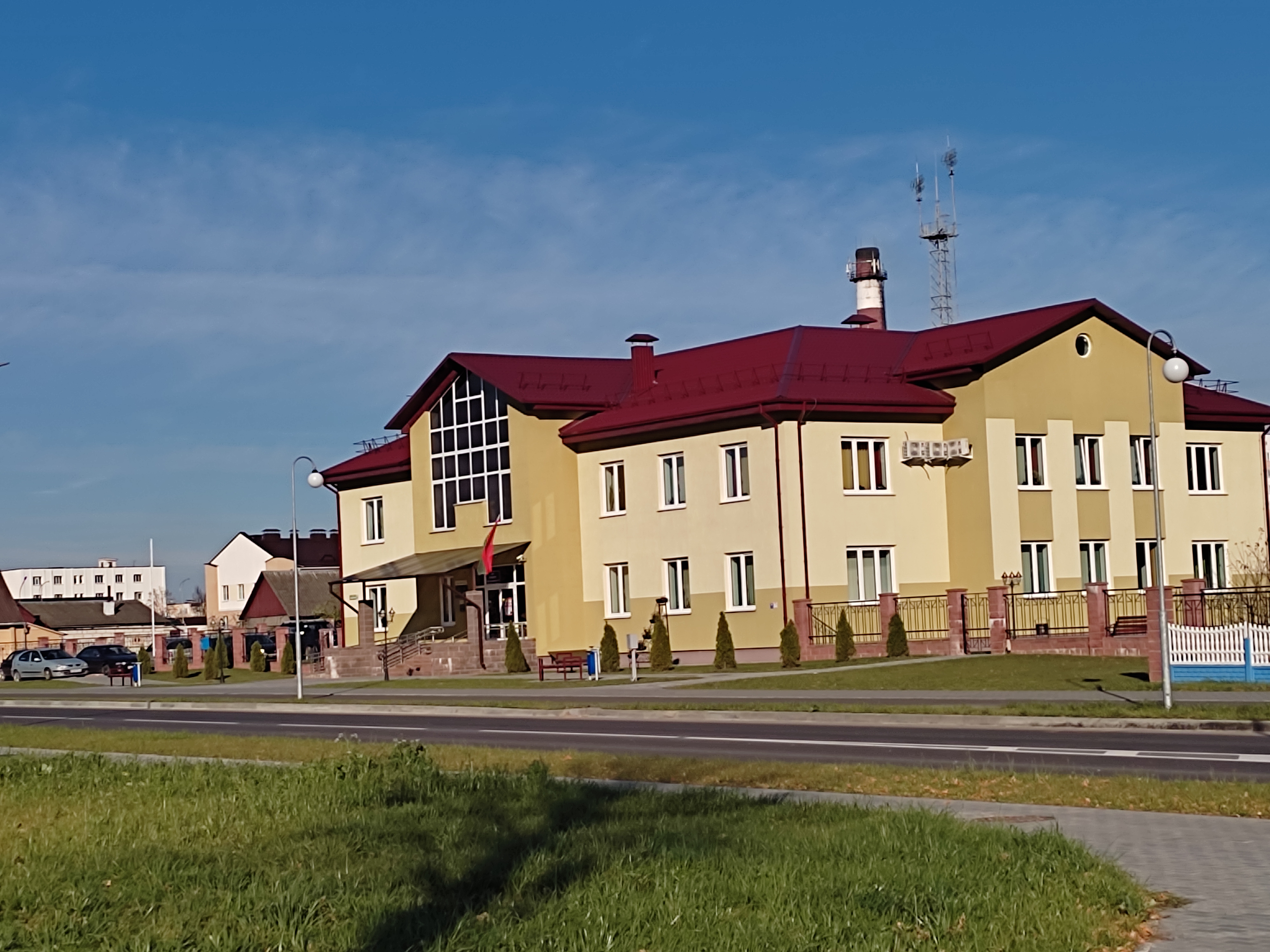
Здание Островецкого опытного лесхоза

В районе расположено одно государственное лесохозяйственное учреждение — «Островецкий лесхоз». Учреждение организовано 7 июля 1966 года в соответствии с приказом № 38 Главного управления лесного хозяйства при Совете Министров БССР на базе 4-х лесничеств Сморгонского лесхоза и принятых в состав лесного фонда колхозных и совхозных лесов. Приказом Министерства лесного хозяйства Республики Беларусь № 162 от 25 августа 2020 года Островецкому лесхозу присвоен статус опытного лесхоза.
На 2021 год в состав учреждения входят Ворнянское, Гервятское, Кемелишское, Котловское, Михалишское, Островецкое, Палушское, Подольское и Спондовское лесничества. Площадь лесхоза составляет 86,3 тыс. га, из них покрытые лесом — 76,4 тыс. га. Наибольшую площадь занимают сосновые — 63,9 %, березовые — 17,0 %, еловые — 10,8 %.
В районе находится республиканский ландшафтный заказник «Сорочанские озёра» площадью 13 тыс. га., в состав которого входят 12 озёр, среди них наиболее крупные Тумское, Йоди, белое, воробьи, Каймин, Туровейское и др. Есть 2 заказника местного значения — ландшафтный заказник «озеро Бык» — 113 га, ландшафтный заказник «Сержанты» — 1015 га), 5 памятников республиканского и 16 памятников природы районного значения. Памятник природы республиканского значения-геологическое обнажение межледниковых ленточных глин Комаришки. В реках района водятся 5 видов рыб, занесенных в Красную книгу — хариус, лосось атлантический, форель, кумжа, обыкновенная марона. По решению Гродненского облисполкома в Островецком районе также создан заказник республиканского значения «Белый мох».

## Общество

### Здравоохранение

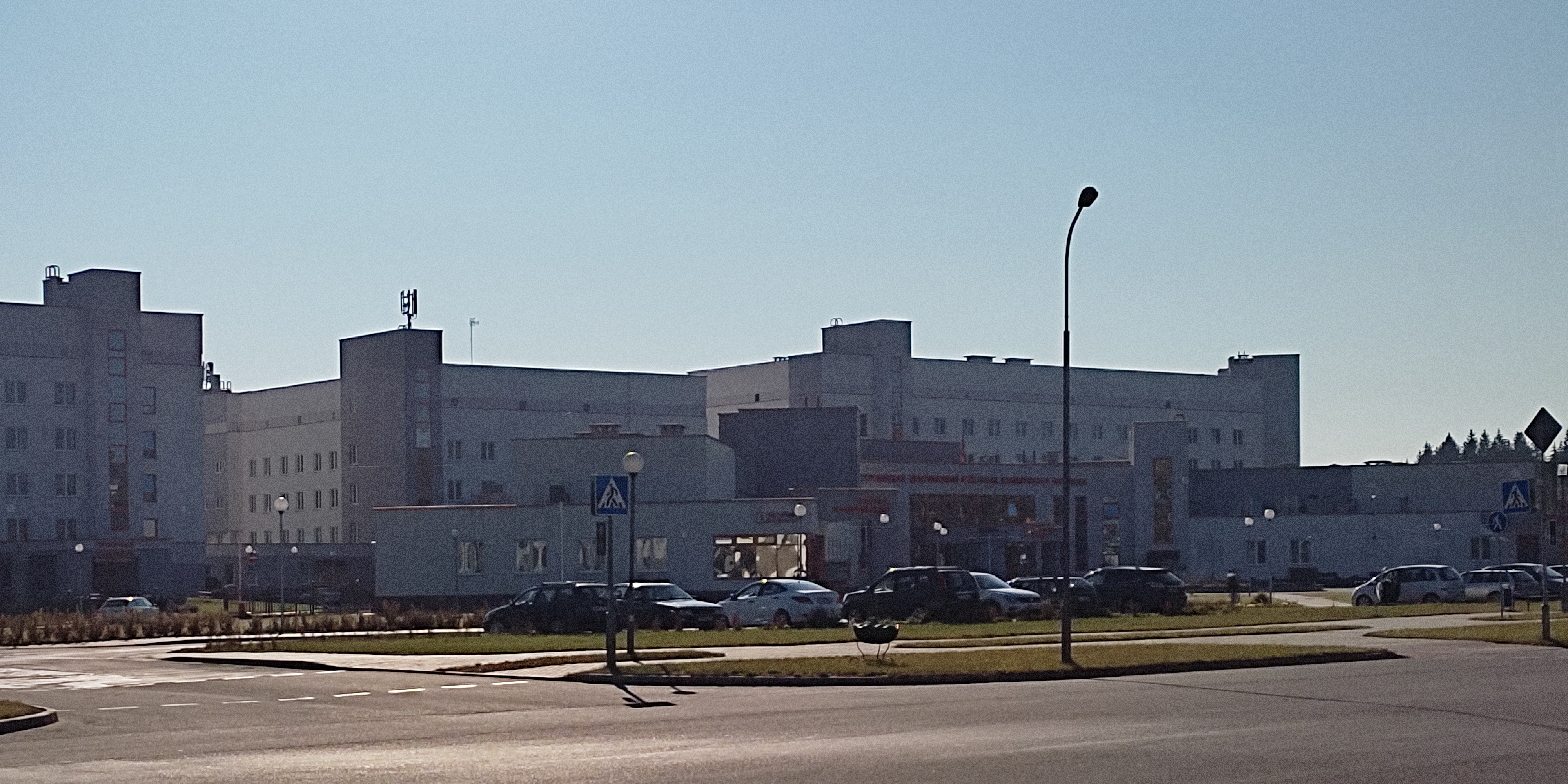
Новое здание Островецкой ЦРБ

В 2017 году в учреждениях Министерства здравоохранения Республики Беларусь в районе работали 101 практикующий врач и 318 средних медицинских работников. В пересчёте на 10 тысяч человек численность врачей — 41,1, численность средних медицинских работников — 129,5 (средние значения по Гродненской области — 48,6 и 126,9 на 10 тысяч человек соответственно, по Республике Беларусь — 40,5 и 121,3 на 10 тысяч человек). По обеспеченности населения врачами район занимает 3-е место в области после Гродно и Лидского района. Число больничных коек в учреждениях здравоохранения района — 201 (в пересчёте на 10 тысяч человек — 81,9; средние показатели по Гродненской области — 81,5, по Республике Беларусь — 80,2).
С февраля 2020 года в Островце начала работу новая районная больница. Открыты три корпуса, начали работу 13 отделений, пять из которых межрайонные, на 232 койки. Ещё два корпуса были сданы в июне. Всего в составе больницы 16 отделений, в том числе межрайонные и даже межобластные, на 382 койки.

### Образование

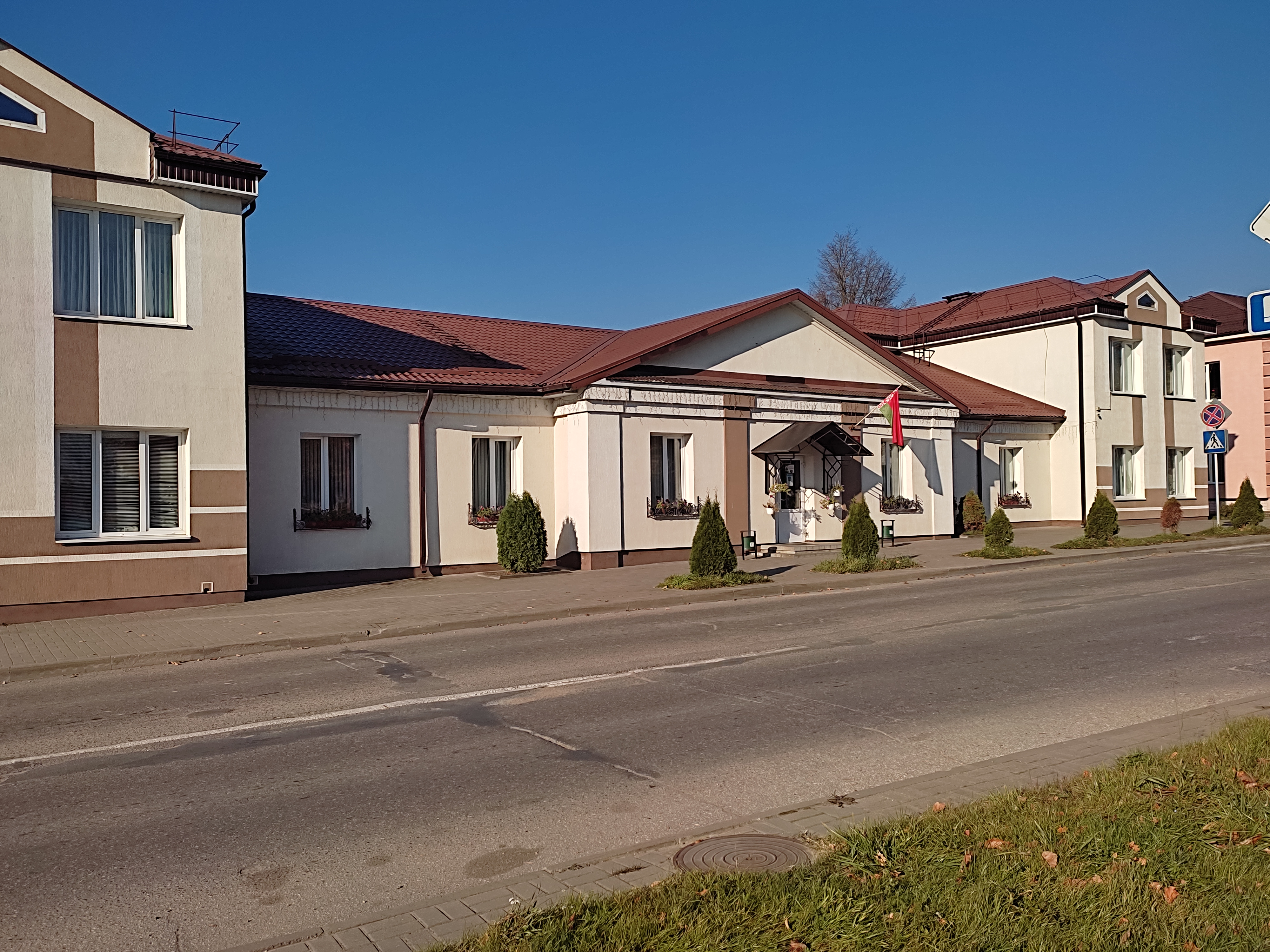
Районный отдел образования

В 2017 году в районе насчитывалось 17 учреждений дошкольного образования (включая комплексы «детский сад — школа») с 1,2 тыс. детей. В 2017/2018 учебном году в районе действовало 17 учреждений общего среднего образования, в которых обучалось 2,9 тыс. учеников. Учебный процесс осуществляли 445 учителей. В среднем на одного учителя приходилось 6,6 учеников (среднее значение по Гродненской области — 7,9, по Республике Беларусь — 8,7).
По состоянию на 1 сентября 2021 года в районе функционирует 18 учреждений, реализующих образовательную программу дошкольного образования: 6 учреждения «ясли-сад», 5 детских садов, 1 дошкольный центр развития ребёнка, 2 учебно-педагогических комплекса «ясли-сад-средняя школа», 2 учебно-педагогических комплекса «детский сад-средняя школа», 1 учебно-педагогических комплекса «детский сад-базовая школа», 1 учебно-педагогических комплекса «детский сад-начальная школа». Система учреждений общего среднего района представлена 16 учреждениями образования (1 гимназия, 6 учебно-педагогических комплексов, 9 средних школ). Сеть специального образования Островецкого района в 2021/2022 учебном году представляет: 1 учреждение специального образования, 9 специальных групп и 21 группу интегрированного обучения и воспитания в учреждениях дошкольного образования, 33 класса интегрированного обучения и воспитания в учреждениях общего среднего образования, 18 пунктов коррекционно-педагогической помощи в учреждениях дошкольного и общего среднего образования.
На 1 сентября 2021 года приступили к обучению 3376 учащихся. В учреждениях общего среднего образования района созданы и действуют 16 детских общественных объединений «Белорусская республиканская пионерская организация» и 14 первичных организаций «Белорусский республиканский союз молодёжи». ОО «БРПО» охватывает 2423 учащихся (91 %), ОО «БРСМ» — 432 учащихся (76 %). В пионерских дружинах действуют тимуровские, волонтерские, краеведческие и антинаркотические отряды. Организована работа клубов «Юный инспектор движения», «Юный помощник милиционера», «Юный спасатель-пожарный», «Юный друг пограничников».

### Религия

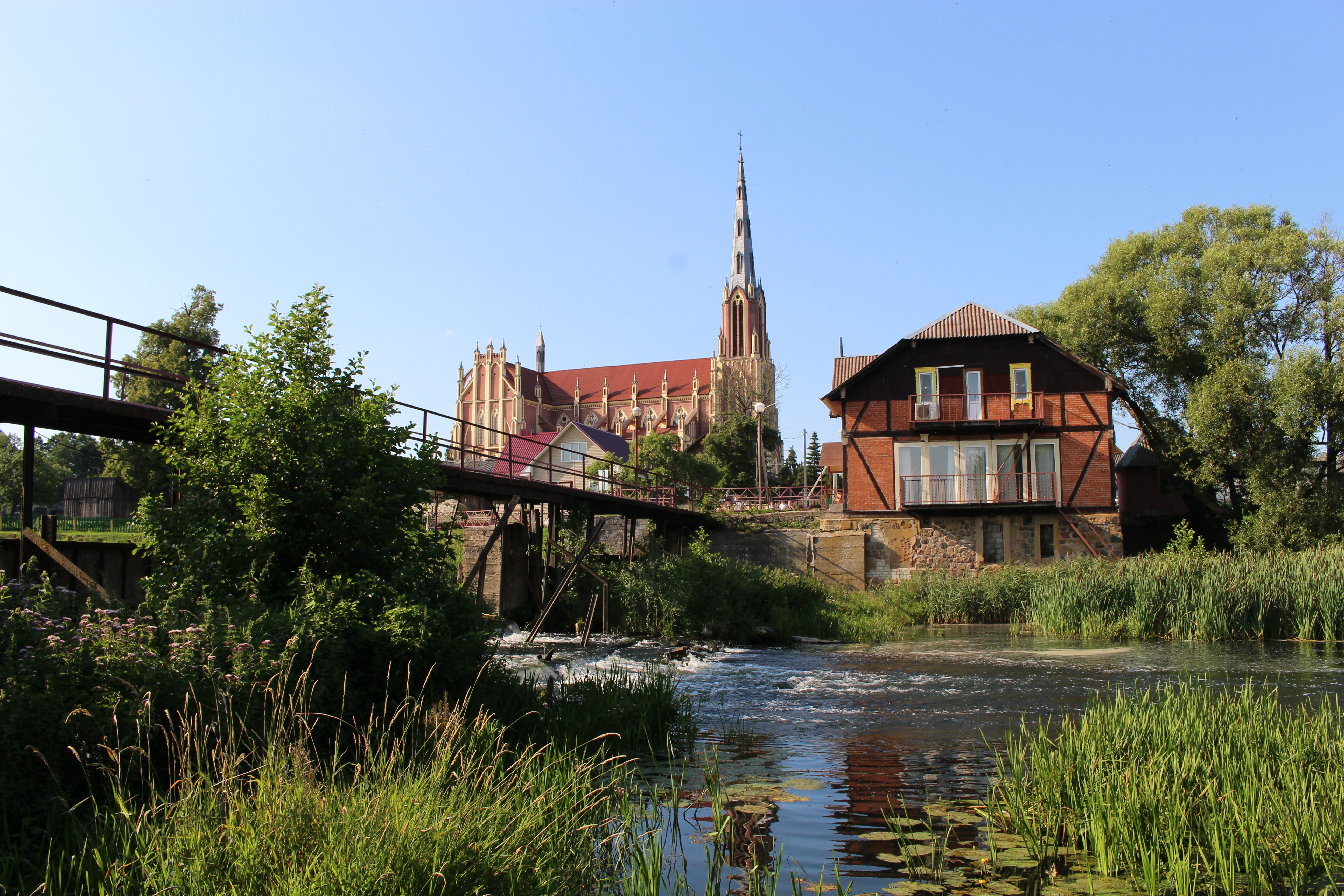
Католическая церковь (костёл) в Гервятах

На 2017 год в религиозных организациях осуществляли свою деятельность 14 священнослужителей: 12 ксендзов, 2 православных священника, 1 пресвитор протестантской религиозной общины. На территории района проживали 8 монахинь, одна из них — гражданка Республики Польша. Действовали 2 православных храма, 13 костёлов, 6 каплиц, 2 молельных дома. 8 культовых зданий представляют историческую ценность и имеют статус памятников архитектуры. В Островецком районе действуют 20 воскресных школ, где обучается 510 детей и молодежи. Зарегистрировано 18 религиозных общин: 13 католических, 4 православных, 1 христиан веры евангельской. На территории Гудогайского сельского совета функционирует филиал благотворительной католической организации «Каритас». В газете «Астравецкая праўда» публикуются рубрики: «Супольнасць» «Духоўнасць», «Размовы аб духоўным», «Святыні», «Міласэрнасць».
К католическим храмам относятся костёлы Святых Космы и Дамиана и Вознесения Святого Креста в Островце, Святого Михаила Архангела в Михалишках, Святого Юрия в Ворнянах, Святой Троицы в Гервятах. Святого Андрея Боболи в Градовщине, Матери Божей Шкаплерной в Жукойнях Желядских, Опеки Пресвятой Девы Марии в Дайлидках, Вознесения Святого Креста в Быстрице, Посещения Пресвятой Девы Марии в Гудогае, Святого Георгия в Вороне, Святого Георгия (Юрия) в Больших Свиранках и Рождения Пресвятой Девы Марии в Кемелишках. К православным — Троицкая церковь староверов в Стрипишках, Иоанна Шанхайского и Сан-Францисского в Ворнянах, Илии Пророка в Ольховке, Петра и Павла в Островце. Среди баптистских числится церковь «Милость» в Островце. Также имеется храм пятидесятников.

### Спорт

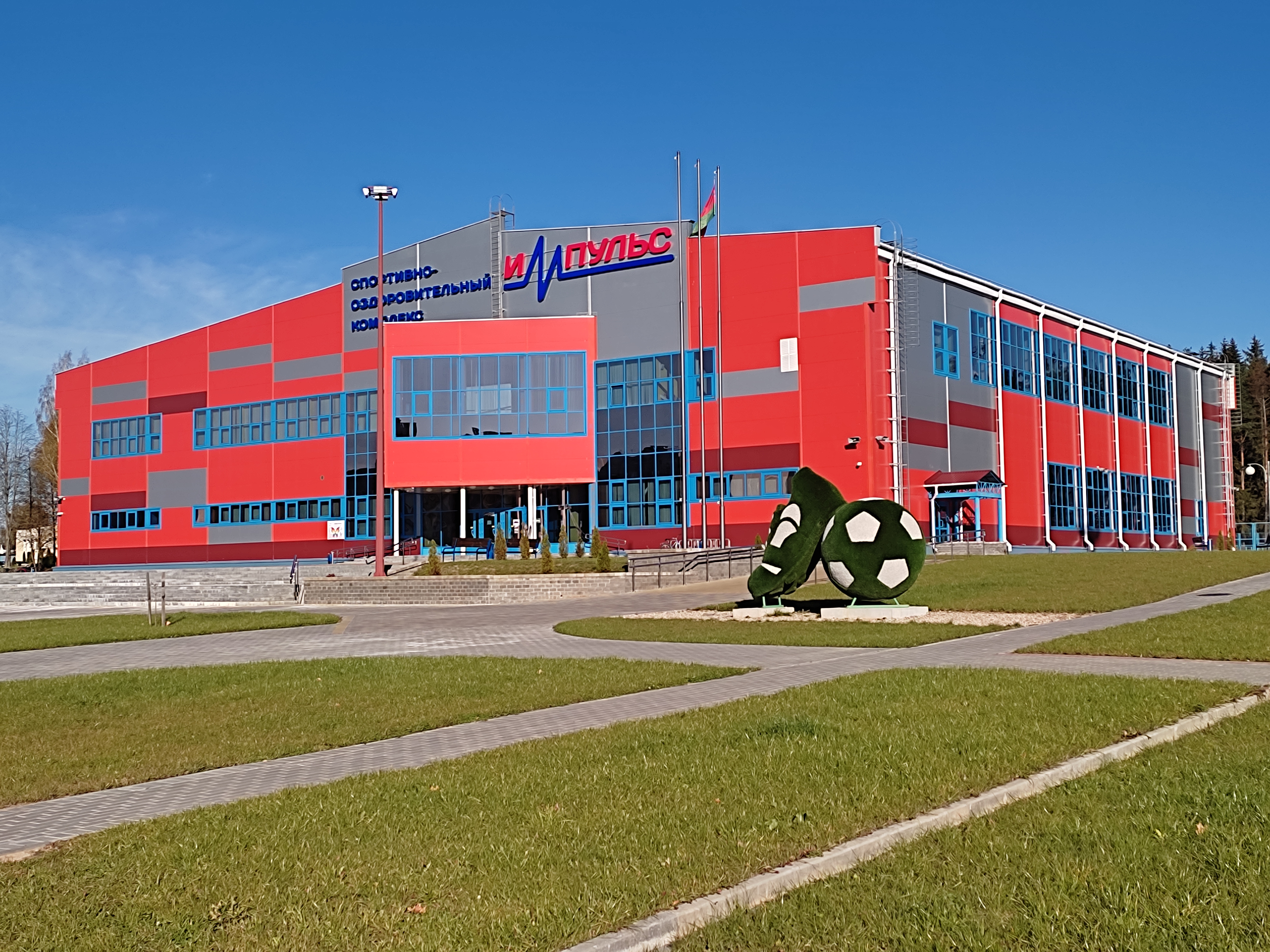
ФОК «Импульс»

Для организации физкультурно-оздоровительной и спортивной работы в Островецком районе имеется 126 спортивных объектов (61 на селе): 1 стадион, 2 тира, 8 плавательных бассейнов, 23 спортивных зала, 46 спортивных площадок, 1 спортивная трасса, 13 спортивных ядер, 18 приспособленных помещений и 14 других сооружений. За 2020 год проведено 109 спортивно-массовых мероприятий. В районный физкультурно-спортивный клуб (ФСК) входят: спортивно-оздоровительный комплекс «Импульс», административно-спортивный комплекс «Стадион», хоккейная коробка и верёвочный городок. Островецкий район участвует в международном проекте «Планета баскетбола — оранжевый атом». В 2019 году при поддержке «Росатома» во дворе гимназии № 1 построена современная площадка для игры в баскетбол 3х3 с уникальным покрытием. В это же время был основан футбольный клуб «Островец».
С апреле 1964 года действует детско-юношеская спортивная школа. Учредителем её стал отдел образования райисполкома. В разные годы в Островецкой ДЮСШ культивировались лыжный спорт, хоккей, вольная борьба, лёгкая атлетика и бокс. Учебно-воспитательный процесс организуется на спортивной базе учреждений образования и агрогородков района, спортивного зала «Старт», СОК "Импульс. На 2021 год культивировались четыре вида спорта: бокс, греко-римская борьба, гандбол и лёгкая атлетика. К этому периоду в школе подготовлено из числа выпускников и учащихся: 5 мастеров спорта международного класса, 4 мастера спорта Беларуси и 18 кандидатов в мастера спорта.

## Культура

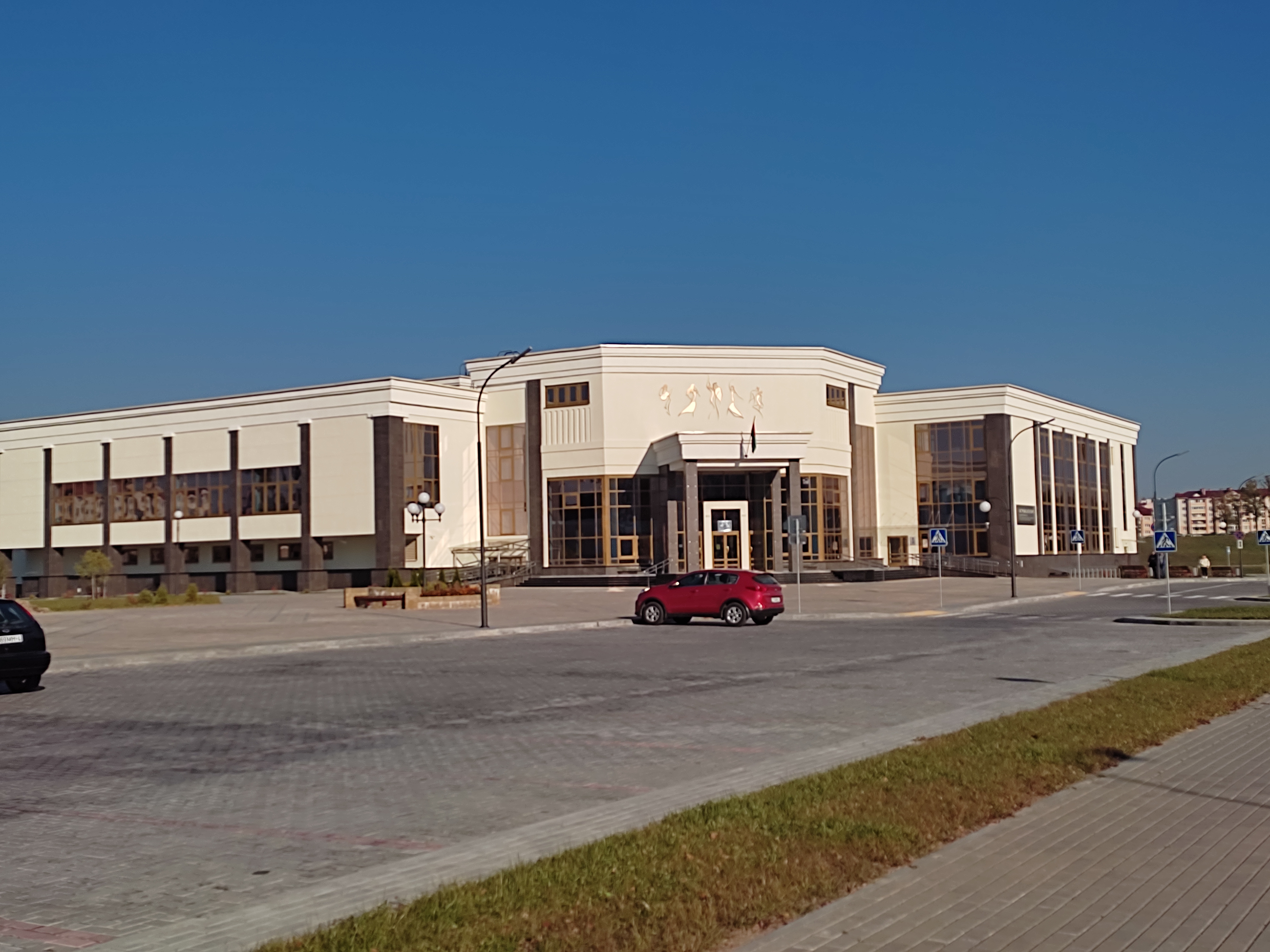
Центр культуры

Сеть учреждений культуры Островецкого района включает: ГУ «Островецкий районный Центр культуры и народного творчества», включающий 14 клубных учреждений, ГУО «Островецкая детская школа искусств» с 4 филиалами, ГУК «Островецкая районная библиотека», включающая 16 библиотек, и государственное учреждение культуры «Островецкий историко-этнографический музей». Численность музейных предметов основного фонда последнего составляет 2,9 тыс. единиц. В 2016 году музей посетили 1,5 тыс. человек. На территории района 23 архитектурных памятника. В их числе: архитектурный ансамбль в д. Ворняны, Георгиевский костел, дом аптекаря и плебания (построен в 1770 г.), Троицкий костёл в д. Гервяты, костёлы в д. Гудогай, Михалишки, Быстрица, Клющаны и др. Костёлы в населённых пунктах Михалишки, Ворняны и Гервяты составляют «Золотое кольцо» Островецкого края.
С 1967-го действует Островецкая детская музыкальная школа, которая в 2007 году преобразована в детскую школу искусств. Ещё одна реорганизация системы была проведена в конце 2011 года, согласно которой все пять школ искусств и музыкальных школ района были объединены в одно учреждение. С 1 января 2012 года было образовано государственное учреждение образования «Островецкая детская школа искусств», в которое вошли непосредственно базовая школа и 4 филиала.

### Музеи
- Островецкий историко-этнографический музей в Островец[65]
- Музейная экспозиция «Астравец старажытны і новы» ГУО «Гимназия № 1 г. Островца Гродненской области» в Островец
- Этнографический музей «Беларуская хатка» ГУО «Средняя школа № 1 г. Островца» в Островец
- Историко-краеведческий музей имени И. А. Гошкевича ГУО «Средняя школа № 2 г. Островца» в Островец
- Историко-этнографический музей «Дом Казимира Свояка» в д. Барани
- Историко-краеведческий музей «Вытокі» ГУО «Гервятская средняя школа» в Гервяты
- Историко-краеведческий музей «Зямля гудагайская: матэрыяльнае і духоўнае ГУО «Гудогайская средняя школа» в посёлке Гудогай
- Краеведческий музей «Спадчына» ГУО «Ольховская средняя школа» в Ольховка
- Музей боевой славы имени Ф. Г. Маркова ГУО «Спондовская средняя школа» в д. Спонды
- Историко-краеведческий музей ГУО «Ворнянская средняя школа» в Ворняны
- Информационный центр по сохранению атлантических рыб в Ворняны
- Историко-краеведческий музей «Спадчына» ГУО «Михалишковская средняя школа» в Михалишки
- Этнографический музей «Дарога лёну» ГУО «Подольская средняя школа» в Подольцы
- Историко-краеведческий музей «Спадчына» ГУО «Мальский детский сад» в Мали
- Краеведческо-этнографический музей ГУО «Кемелишковская средняя школа» в Кемелишки
- Музейная комната «Полоцкі Тракт» ГУО «Воронская начальная школа» в Ворона
- Музейная комната ГУО «Рытанская базовая школа» в Рытань
- Музейная комната «Крыніцы памяці» ГУО «Рымдюнская средняя школа» в Рымдюны
- Фольклорно-этнографический музей ГУО «Рымдюнская средняя школа с белорусским языком обучения» в Рымдюны
- Музей филиала «Рымдюнский сельский клуб-библиотека» ГУ «Островецкий районный Центр культуры и народного творчества» в Рымдюны. В музее находится уникальный экспонат — рушник, на котором выткан Государственный гимн Республики Беларусь. Таких рушников существует всего два. Один — в музее в Рымдюнах, второй — находится в Минске во Дворце Независимости.

## В литературе
- Книга об исторических местах Островецкого района "Астравеччына вядомая и незнаёмая" ("Островетчина известная и незнакомая"). Авторы – Нина Рыбик и Елена Иванцевич. Издательство – Лідская друкарня. Презентована в день города Островец 19 августа 2023 года.

## Достопримечательность

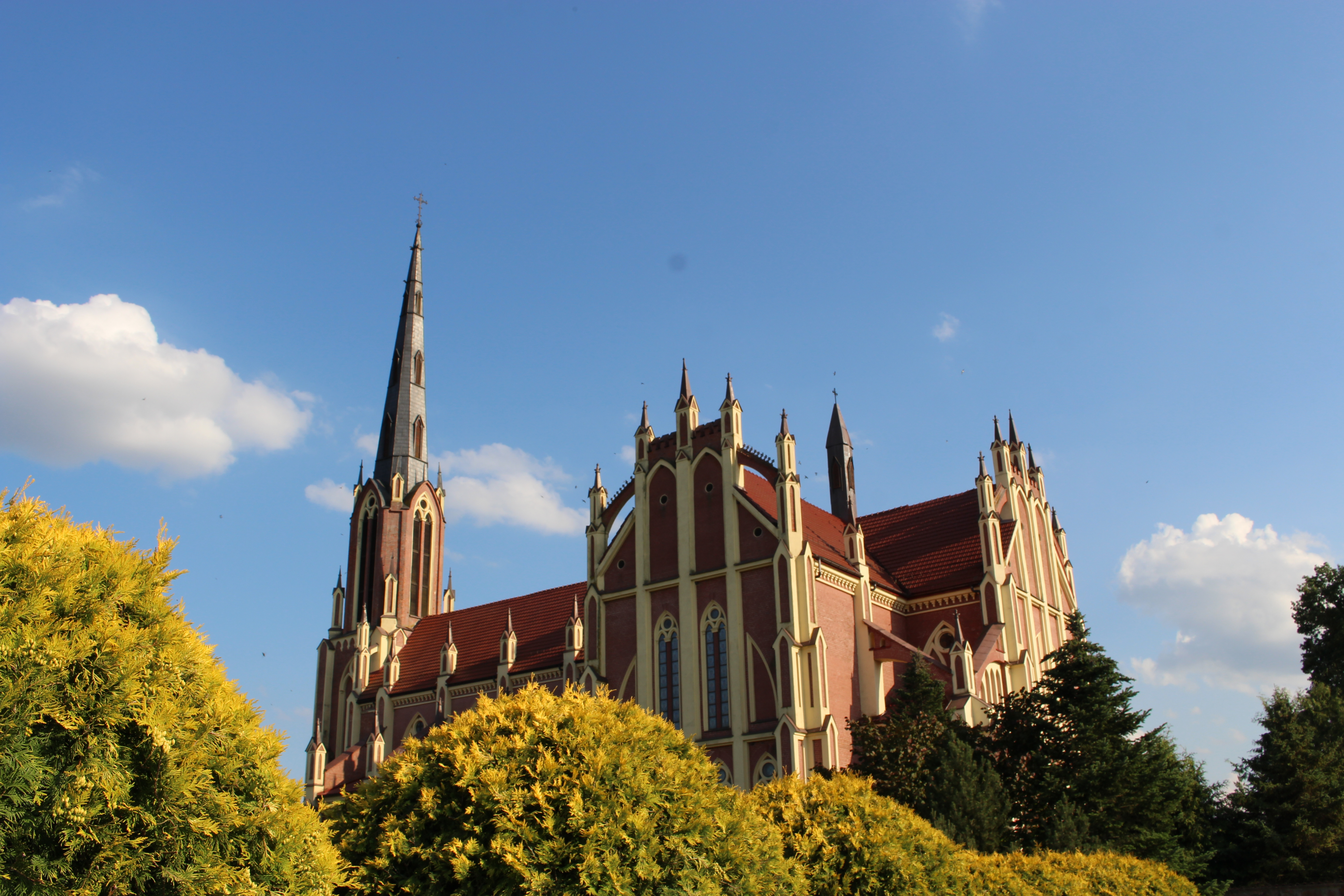
Церковь Святой Троицы в Гервятах

- Костёл Святого Юрия в агрогородке Ворняны
- Церковь Святой Троицы в агрогородке Гервяты
- Церковь Святого Михаила Архангела в агрогородке Михалишки
- Католическая церковь Воздвижения в деревне Быстрица
- Католическая церковь Посещения в деревне Гудогай
- Костёл Святого Георгия в агрогородке Ворона
- Костёл Рождества Пресвятой Девы Марии в агрогородке Кемелишки
- Троицкая церковь староверов в урочище Стрипишки Подольского сельсовета (XVIII – XIX вв.)
- Костёл Святого Георгия (Юрия) в деревне Большие Свиранки
- Дом охотника «Панская усадьба» в деревне Древеники. Охотничий загородный комплекс построен на месте старинной усадьбы, принадлежавшей панам Блажевичам

## Галерея

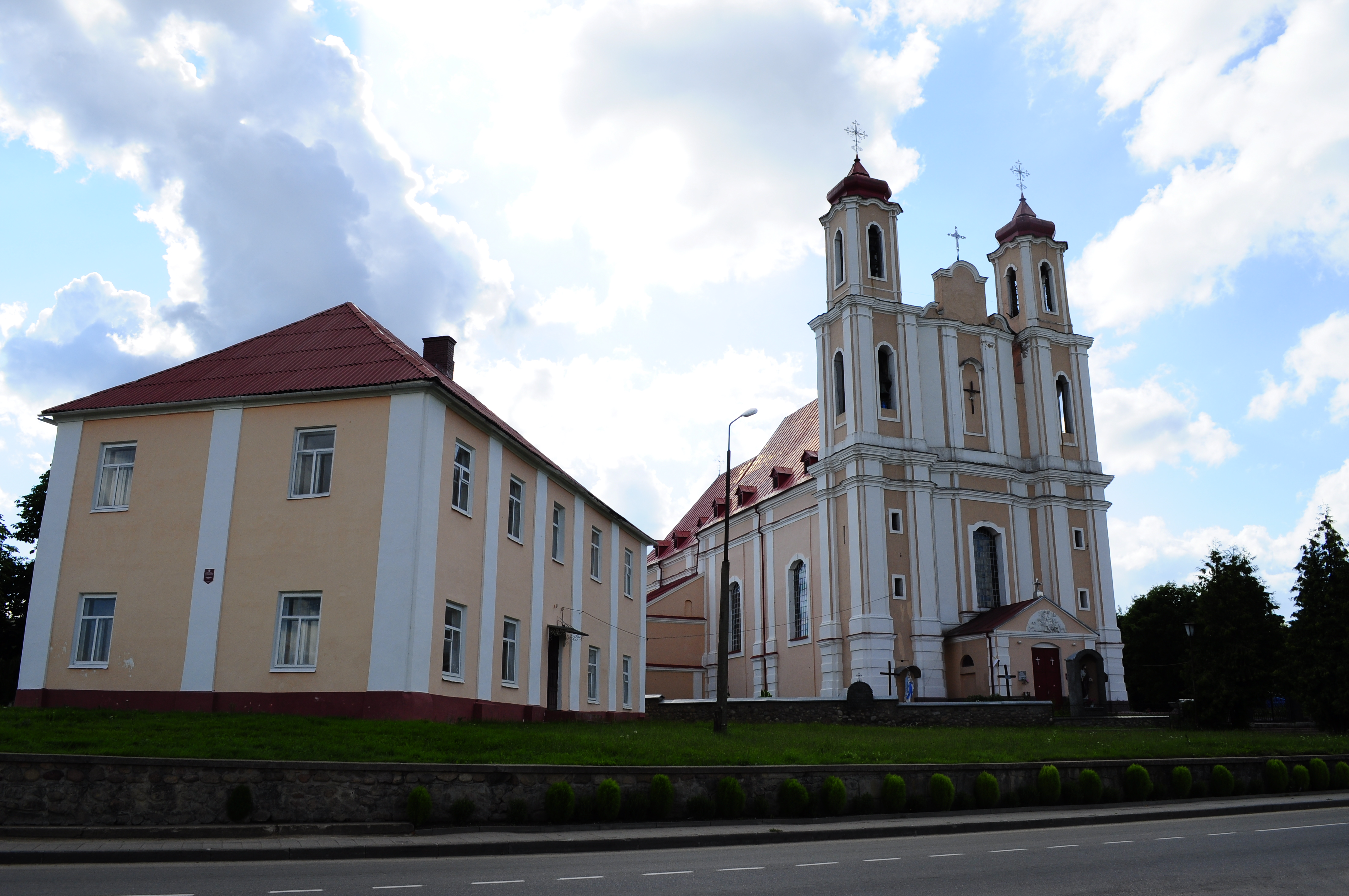
Костёл Святого Юрия в Ворняны
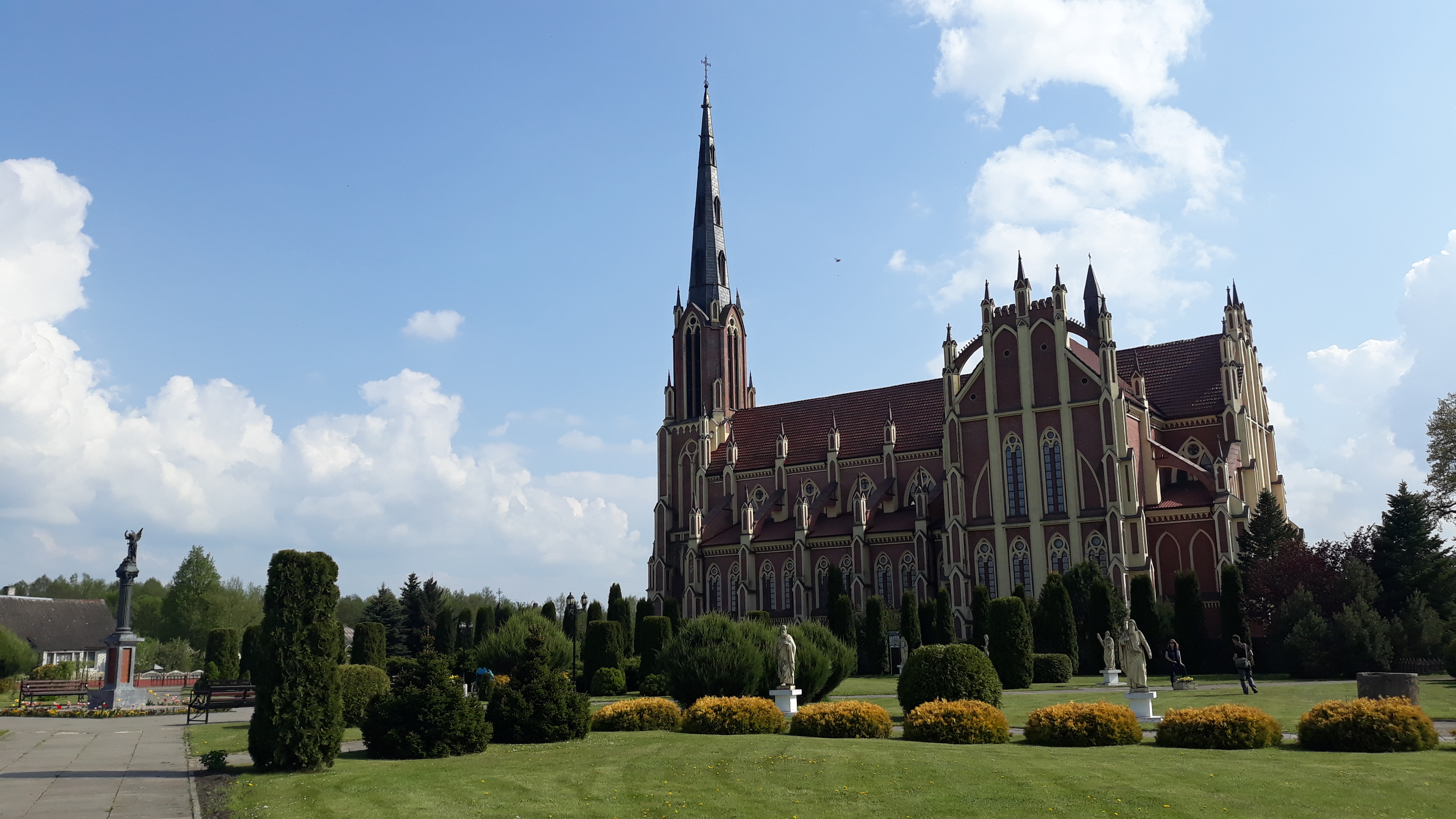
Костёл Святой Троицы в Гервяты
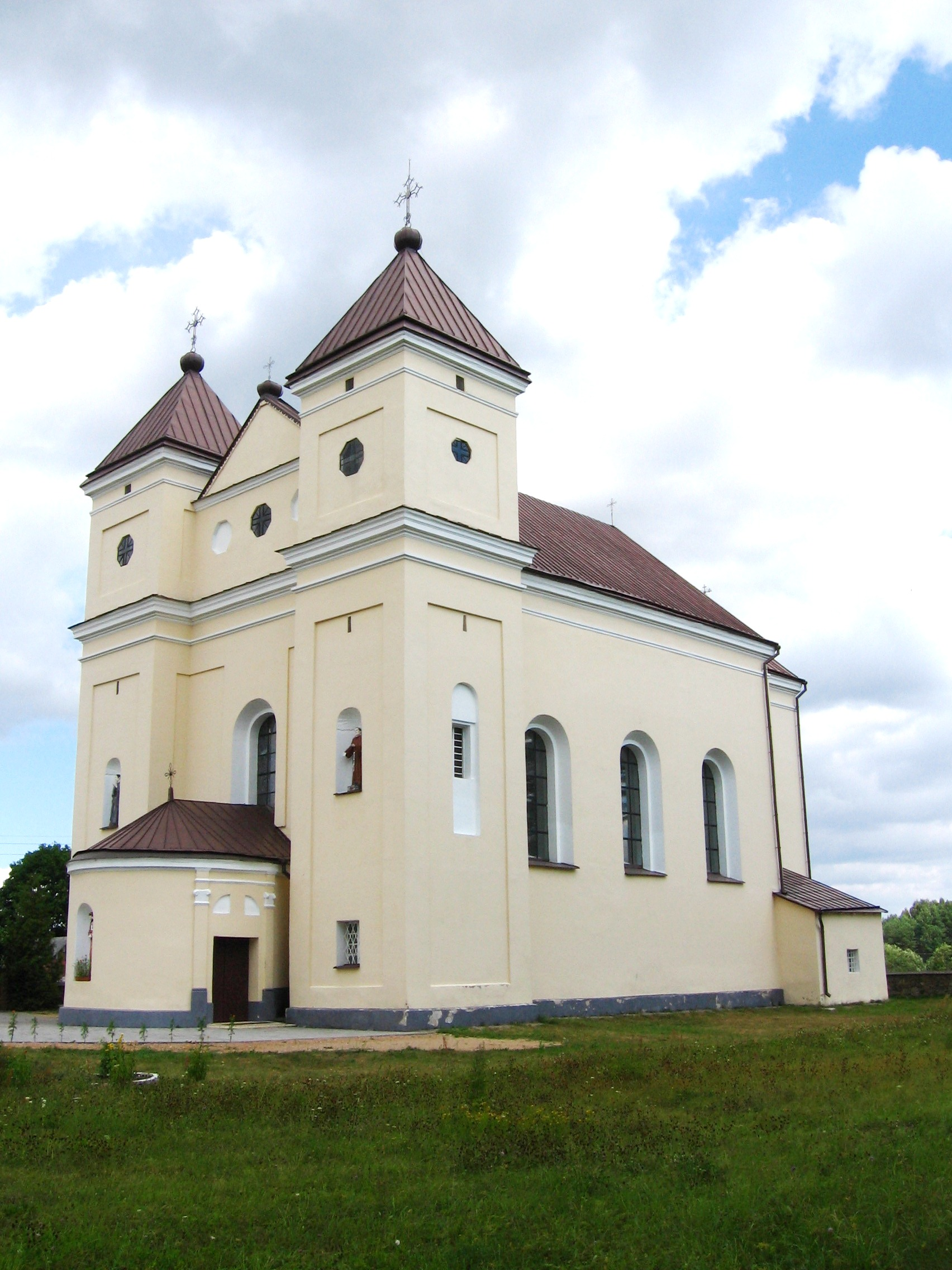
Католический храм Архангела Михаила в Михалишки
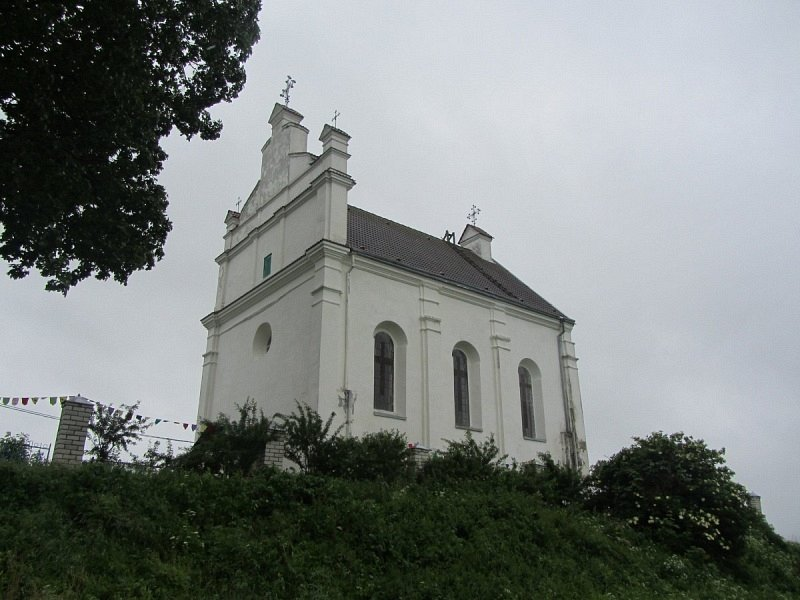
Костёл Святого Георгия в Ворона
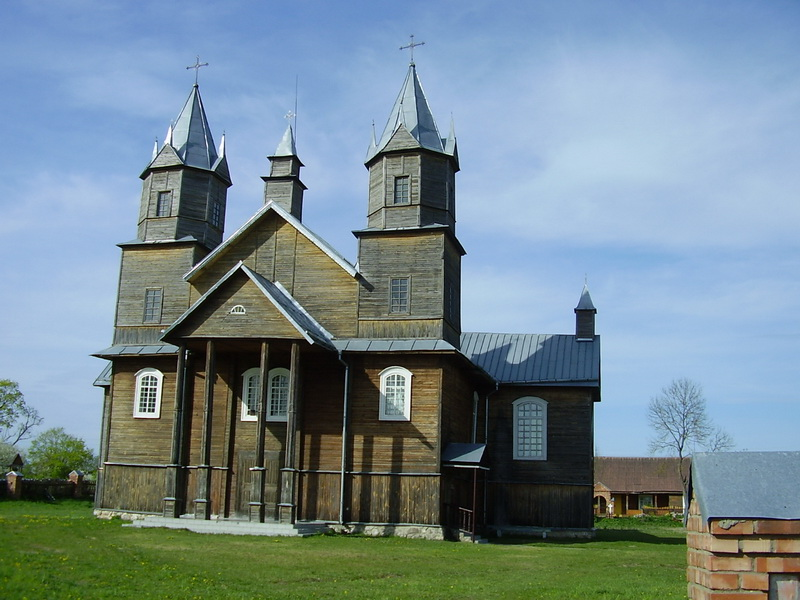
Костёл Рождества Пресвятой Девы Марии в Кемелишки